# Whale Rider
Whale Rider (bra: Encantadora de Baleias; prt: A Domadora de Baleias) é um filme de  drama  co produzido entre a Nova Zelândia e a Alemanha, dirigido por Niki Caro e estrelado por Keisha Castle-Hughes. O filme seria lançado direto em DVD nos Estados Unidos, mas acabou sendo lançado nos cinemas devido ao enorme sucesso de crítica e por ter sido indicado a vários prêmios, incluindo o Óscar de melhor atriz para Keisha Castle-Hughes, que se tornou a mais jovem atriz a ser nomeada nessa categoria, com apenas 12 anos de idade (até a nomeação da também atriz Quvenzhané Wallis em 2013 pelo filme Beasts of the Southern Wild).

## Sinopse
A tribo maori, que vive no leste da Nova Zelândia, acredita ser descendente de Paikea, o domador de baleia. Segundo a lenda, há milhares de anos a canoa de Paikea virou em cima de uma baleia e ele, cavalgando-a, liderou seu povo até um local para viver. A tradição da tribo Maori diz que o primeiro filho do chefe da tribo seria considerado descendente de Paikea e líder espiritual do povo. Porém, após a morte do atual líder, quem assume o posto é sua irmã, Pai (Keisha Castle-Hughes), uma garota de apenas 11 anos. Apesar de ser corajosa e amada por todos, Pai precisa ainda enfrentar a resistência de seu avô, Koro (Rawiri Paratene), que insiste na manutenção da antiga tradição de que o chefe da tribo deve ser um homem.

## Prêmios e indicações
- Keisha Castle-Hughes foi indicada ao Óscar de melhor atriz, se tornando a mais jovem atriz a ser nomeada nessa categoria com apenas 12 anos. Ela perdeu para Charlize Theron por Monster